# Запис Денића крушка (Равна Бања)
Запис Денића крушка (Равна Бања) се налази на парцели чији је власник Денић Трајко.

## Локација
| Општина             | Медвеђа                                                                     |
| Катастарска општина | Равна Бања                                                                  |
| Потес               | Денићи плац                                                                 |
| Координате          | 42° 45′ 06″ С; 21° 38′ 23″ И / 42.751800000000003° С; 21.639800000000001° И |
| Надморска висина    | 504m                                                                        |

## Карактеристике
Дендрометријске вредности утврђене на терену и сателитским снимцима:
| Стабло                     | Крушка |
| Висина стабла              | m      |
| Обим дебла                 | m      |
| Пречник крошње             | 12m    |
| Пречник дебла              | m      |
| Висина дебла до прве гране | m      |

## База записа
Запис је у оквиру Викимедија пројекта "Запис - Свето дрво" заведен под редним бројем 1177.